# Villenouvelle, Haute-Garonne
Villenouvelle är en kommun i departementet Haute-Garonne i regionen Occitanien i södra Frankrike. Kommunen ligger i kantonen Villefranche-de-Lauragais som tillhör arrondissementet Toulouse. År 2022 hade Villenouvelle 1 470 invånare.

## Befolkningsutveckling
Antalet invånare i kommunen Villenouvelle
Referens:INSEE